# Хъдсън (проток)
Вижте пояснителната страница за други значения на Хъдсън.
Хъдсън (на английски: Hudson Strait) е проток в Северния ледовит океан, в североизточната част на Канада, между полуостров Лабрадор на юг и остров Бафинова земя на север. Свързва море Лабрадор на изток със заливите Хъдсън и Басейна Фокс на югозапад и северозапад. Дължината му от запад-северозапад на изток-югоизток е около 800 km, а ширината му – от 115 до 240 km. Средната му дълбочина варира от 200 до 600 m, а максималната – 942 m.
Според Международната хидрографска организация източната граница на протока с море Лабрадор се прекарва по линията: южен нос на остров Бафинова земя – о-вите Лоуер Савидж – протока Габриел – западен нос на остров резолюшън – о-ви Батън – нос Чидли на полуостров Лабрадор. Западната граница със заливите Хъдсън и Басейна Фокс преминава по линията: нос Нувук на полуостров Лабрадор – нос Лейсън – източен бряг на остров Саутхамптън – нос Сихорс (двата носа са на източния бряг на остров Саутхамптън) – нос Лойд на остров Бафинова земя. Бреговете на протока Хъдсън са предимно високи, стръмни и силно разчленени от множество по-малки заливи: Андрю Гордън, Чоркбак, Маркъм, Норт Бей (по брега на остров бафинова земя); Диана, Унгава (по брега на полуостров Лабрадор). В него има и достa острови, най-големите от които са: Нотингам (1372 km²), Солсбъри (804 km²), Акпаток (903 km²), Биг (803 km²), Чарлз (235 km²), Мил (181 km²). В протока се вливат и множество предимно къси реки: Рамси, Сопер и др.
Около 8 месеца в годината е покрит с дрейфуващи ледове, които заедно със снежните бури и мъгли създават големи затруднения на корабоплаването. Височината на приливите достига до 12 m. Източният вход на протока най-вероятно е открит през 1509 г. от италианският мореплавател на английска служба Себастиан Кабот. През 1578 и 1587 г. английските мореплаватели Мартин Фробишър и Джон Дейвис окончателно откриват неговия източен вход. През 1602 г. друг английски мореплавател Джордж Уеймут е първият, който навлиза в него, открива и грубо описва бреговете му. През месец юли 1610 г. видният английски мореплавател Хенри Хъдсън описва и картира бреговете му и повечето острови в него, а през 1612 г. Томас Батън дооткрива и картира изцяло бреговете му.